# Бонефельд
Бонефельд (нім. Bonefeld) — громада в Німеччині, розташована в землі Рейнланд-Пфальц. Входить до складу району Нойвід. Складова частина об'єднання громад Ренгсдорф.
Площа — 5,21 км2. Населення становить 957 ос. (станом на 31 грудня 2020).